# Paul Toppo
Paul Toppo (ur. 30 czerwca 1957 w Garla) – indyjski duchowny rzymskokatolicki, od 2006 biskup Raigarh.

## Życiorys
Święcenia kapłańskie otrzymał 24 maja 1988 i został inkardynowany do diecezji Raigarh. Był m.in. rektorem diecezjalnego niższego seminarium w Gholeng, sekretarzem biskupim, diecezjalnym ceremoniarzem, a także kanclerzem kurii i wikariuszem generalnym diecezji.
23 marca 2006 papież Benedykt XVI mianował go biskupem Raigarh. Sakry biskupiej udzielił mu 24 maja 2006 kard. Telesphore Toppo.